# ルイス・ホール
ルイス・キーラン・ホール（Lewis Kieran Hall、2004年9月8日 - ）は、イングランド・スラウ出身のサッカー選手。プレミアリーグ・ニューカッスル・ユナイテッドFC所属。イングランド代表。ポジションはDF、MF。

## クラブ経歴
バークシャーのスラウに生まれ、2012年にチェルシーFCのアカデミーに入団した。U-18とU-23でレギュラーを務めた後、2021年12月にEFLカップのブレントフォードFC戦に臨むトップチームから初招集を受けたものの出場機会は無かった。2週間後の2022年1月18日、FAカップ3回戦チェスターフィールドFCとの試合でトップチームデビューを果たし、チームの3点目をアシストした。
2023年8月22日、ニューカッスル・ユナイテッドFCへの買取義務オプション付きのレンタル移籍が発表された。

## 代表経歴
2019年からイングランドの各世代別代表を経験している。

## 人物
兄のコナー・ホールも同じくプロサッカー選手として活躍しており、主にイングランド下部リーグでプレーしている。